# Miss Universo 1977
Miss Universo 1977, ventiseiesima edizione di Miss Universo, si è tenuta presso il Teatro Nacional di Santo Domingo nella Repubblica Dominicana, il 16 luglio 1977. L'evento è stato presentato da Bob Barker e Helen O'Connell. Janelle Commissiong, Miss Trinidad e Tobago, è stata incoronata Miss Universo 1977.

## Risultati

### Piazzamenti
| Risultato finale   | Concorrente |
| ------------------ | --- |
| Miss Universo 1977 | - Trinidad e Tobago - Janelle Commissiong |
| 2ª classificata    | - Austria - Eva Maria Düringer |
| 3ª classificata    | - Scozia - Sandra Bell |
| 4ª classificata    | - Colombia - Aura María Mojica Salcedo |
| 5ª classificata    | - Germania - Marie-Luise Gassen |
| Top 12             | - Argentina - Maritza Elizabet Jurado - Nicaragua - Beatriz Obregón Lacayo - Paesi Bassi - Ineke Berends - Rep. Dominicana - Blanca Aurora Sardiñas - Spagna - Luz María Polegre Hernández - Stati Uniti - Kimberly Tomes - Venezuela - Cristal Montañez |

### Riconoscimenti speciali
| Riconoscimento        | Concorrente                                                                                      |
| --------------------- | ------------------------------------------------------------------------------------------------ |
| Best National Costume | - Corea del Sud - Kim Sung-Hee - Libano - Hyam Saadé - Uruguay - Adriana María Umpierre Escudero |
| Miss Congeniality     | - Canada - Pamela Mercer                                                                         |
| Miss Photogenic       | - Trinidad e Tobago - Janelle Commissiong                                                        |

## Concorrenti
- Antigua e Barbuda - Sheryl Ann Gibbons
- Argentina – Maritza Elizabet Jurado
- Aruba – Margareth Eldrid Oduber
- Australia – Jill Maree Minaham
- Austria - Eva Maria Düringer
- Bahamas - Paulette Rosetta Ogylvie Borghardt
- Barbados - Margaret Sonia Rouse
- Belgio - Claudine Marie Vasseur
- Belize - Dora Maria Phillips
- Bermuda - Connie Marie Frith
- Bolivia - Liliana Gutiérrez Paz
- Brasile - Cássia Janys Moraes Silveira
- Canada - Pamela Mercer
- Cile - Priscilla Raquel Brenner
- Colombia - Aura María Mojica Salcedo
- Corea del Sud - Kim Sung-Hee
- Costa Rica - Claudia Maria Garnier Arias
- Curaçao - Regine Tromp
- Danimarca - Inge Eline Erlandsen
- Ecuador - Lucía del Carmen Hernández Quiñones
- El Salvador - Altagracia Arévalo
- Filippine - Anna Lorraine Tomas Kier
- Finlandia - Armi Anja Orvokki Aavikko
- Francia - Véronique Fagot
- Galles - Christine Anne Murphy
- Germania - Marie-Luise Gassen
- Giappone - Kyoko Sato
- Grecia - Maria Spantidaki
- Guadalupa - Catherine Reinette
- Guam - Lisa Ann Caso
- Guyana francese - Evelyne Randel
- Haiti - Françoise Elie
- Honduras - Carolina Rosa Rauscher Sierra
- Hong Kong - Loletta Chu Ling-Ling
- India - Bineeta Bose
- Indonesia - Siti Mirza Nuria Arifin
- Inghilterra - Sarah Louise Long
- Irlanda - Jakki Moore
- Islanda - Kristjana Þrainsdóttir
- Isole Marianne Settentrionali - Margarita Benavente Camacho
- Isole Vergini Americane - Denise Naomi George
- Isole Vergini Britanniche - Andria Dolores Norman
- Israele - Zehava Vardi
- Italia - Paola Biasini
- Jugoslavia - Ljiljana Sobajić
- Libano - Hyam Saadé
- Liberia - Welma Albertine Wani Campbell
- Malaysia - Leong Li Ping
- Malta - Jane Benedicta Saliba
- Mauritius - Danielle Marie Françoise Bouic
- Messico - Felicia Mercado Aguado
- Nicaragua - Beatriz Obregón Lacayo
- Norvegia - Åshild Jenny Ottesen
- Nuova Zelanda - Donna Anne Schultze
- Paesi Bassi - Ineke Berends
- Panama - Marina Valenciano
- Papua Nuova Guinea - Sayah Karakuru
- Paraguay - María Leticia Zarza Perriet
- Perù - María Isabel Frías Zavala
- Porto Rico - Maria del Mar Rivera
- Rep. Dominicana - Blanca Aurora Sardiñas
- La Riunione - Yolaine Morel
- Saint Kitts e Nevis - Annette Emelda Frank
- Samoa Americane - Virginia Caroline Suka
- Saint Lucia - Iva Lua Mendes
- ̈ Scozia - Sandra Bell
- Singapore - Marilyn Choon May Sim
- Sint Maarten - Marie Madeleine Boirard
- Spagna - Luz María Polegre Hernández
- Sri Lanka - Sobodhini Nagesan
- Stati Uniti - Kimberly Louise Tomes
- Sudafrica - Glynis Dorothea Fester
- Suriname - Marlene Roesmienten Saimo
- Svezia - Birgitta Lindvall
- Svizzera - Anja Kristin Terzi
- Tahiti - Donna Aunoa
- Thailandia - Laddawan In-Yah
- Trinidad e Tobago - Janelle Penny Commissiong
- Uruguay - Adriana María Umpierre Escudero
- Venezuela - Cristal del Mar Montáñez Arocha